# Slovanské jazyky
Zastoupení slovanských jazyků v rámci skupiny:
Slovanské jazyky představují jednu ze skupin indoevropských jazyků. Jedná se o 13–19 jazyků, jimiž hovoří přibližně 270 milionů rodilých mluvčích (více než polovina, asi 150 milionů, připadá na ruštinu), a to především v zemích střední, východní a jižní Evropy a také v severní Asii. Vyvinuly se z praslovanštiny, přičemž samostatný vývoj prodělaly od konce 9. století. Dělí se na západoslovanské, východoslovanské a jihoslovanské. Rodilí mluvčí těchto jazyků se souhrnně nazývají Slované.
Slovanské jazyky jsou vysoce flektivní a až na výjimky mají bohatě rozvinuté skloňování a časování. Slovosled těchto jazyků je volný.
Slovanské jazyky jsou nejrozšířenější jazykovou skupinou v Evropě. Studiem těchto jazyků se zabývá slavistika.

## Dělení
Současné slovanské jazyky pocházejí z předpokládaného indoevropského prajazyka, ze kterého se později zřejmě oddělil baltsko-slovanský prajazyk. Ten se poté rozdělil na prabaltštinu a praslovanštinu, která byla východiskem pro všechny slovanské jazyky.
Základní dělení slovanských jazyků zahrnuje tři větve: západní, východní a jižní.

### Živé jazyky
- Západoslovanské jazyky
  - česko-slovenské jazyky – čeština, slovenština
  - lužickosrbské jazyky – hornolužická srbština, dolnolužická srbština
  - lechické jazyky – polština, slezština,[pozn. 1] kašubština

- Východoslovanské jazyky
  - běloruština, ruština, rusínština,[pozn. 2] ukrajinština

- Jihoslovanské jazyky
  - západní větev
    - slovinština
    - srbochorvatština – čakavština, kajkavština, štokavština (chorvatština, srbština, bosenština, černohorština)

  - východní větev – bulharština, makedonština
  - přechodné jazyky – torlačtina[pozn. 3]

Na území Chorvatska, Bosny a Hercegoviny, Srbska a Černé Hory je řeč lidí vzájemně srozumitelná, od 19. století se považovala za jeden jazyk, později nazývaný srbochorvatštinou. Po rozpadu Jugoslávie jednotlivé národy spíše z politických důvodů označují jednotlivé varianty jako samostatné jazyky, jediným podstatným rozdílem je používané písmo: zatímco Chorvati a Bosňáci používají výhradně latinku, mezi Srby a Černohorci se běžně používá také azbuka.

Rozšíření slovanských jazyků v Evropě v současnosti

### Smíšené jazyky
V hraničních oblastech byly popsány i tzv. smíšené jazyky, kombinující prvky dvou sousedních jazyků.
Mezi východoslovanskými jazyky to například jsou: suržyk (směs ukrajinštiny a ruštiny), trasjanka (směs běloruštiny a ruštiny) a russenorsk (směs ruštiny a norštiny).

### Mrtvé jazyky
V minulosti se používaly i další slovanské jazyky, v současnosti již považované za vymřelé (mrtvé):
- západoslovanské – pomořanština, severní slovinština, polabština;
- jihoslovanské – staroslověnština, církevní slovanština.

Církevní slovanština se dosud používá jako liturgický jazyk některých východních církví. Není však živým, běžně používaným jazykem.

### Fiktivní a konstruované jazyky
Existují nebo v minulosti existovaly projekty či snahy o vytvoření univerzálního slovanského jazyka, který by umožnil snadnou komunikaci mezi příslušníky různých slovanských národů (obdoba esperanta). Takovými uměle vytvořenými jazyky jsou například: slovio, slovianski, mezislovanština, glagolica, proslava, ruslavsk (varianta slovia), novoslověnština a další.

#### Severoslovanské jazyky
Existuje domnělá větev tzv. severoslovanských jazyků, na níž se usuzuje kvůli nalezení záznamů staronovgorodštiny, která se značně odlišuje od soudobých slovanských jazyků.
Na slovanské jazyky se odkazují i konstruované jazyky některých nadšenců, které jsou inspirované převážně absencí živých severoslovanských jazyků:
- ve světě Ill Bethisad – vozgičtina (vuozgašu), skuodština
- ostatní severoslovanské jazyky – lydnevi, sievrosku (sevorian), slaveni, slavisk

## Rozšíření a počty mluvčích
Slovanské jazyky jsou nejvíce rozšířeny ve střední, východní a jihovýchodní Evropě a v severní Asii. Oblasti rozšíření západní a východní větve na sebe plynule navazují. Jihoslovanská oblast, která se nachází na Balkáně, je oddělena pásem zemí, kde se hovoří jinými jazyky (maďarština, rumunština, němčina). Tato izolace byla zapříčiněna především příchodem Maďarů do Panonské pánve na konci 9. století.
Většinou se jedná o národní jazyky jednotlivých zemí a část z nich má postavení úředního jazyka. Slovanskými jazyky hovoří asi 293 milionů lidí, přičemž nejvíce rodilých mluvčích mají ruština, polština a ukrajinština.
Zeleně jsou označeny ty jazyky, které spadají pod jiný, v tabulce uvedený jazyk (srbochorvatštinu).
| Jazyk                 | Používá se | Úřední | Mluvčích (L1) |
| --------------------- | --- | --- | ------------- |
| čeština               | Česko, Slovensko, USA, Kanada, Německo, Rakousko, Rumunsko, Austrálie, Ukrajina, Srbsko, Chorvatsko, Polsko                                              | Česko, EU | 9 600 000     |
| slovenština           | Slovensko, Maďarsko, Polsko, Česko, Ukrajina, Rakousko, Srbsko                                                                                           | Slovensko, EU | 5 000         |
| polština              | Polsko, Česko, Litva, Izrael, Slovensko, Ukrajina | Polsko, EU | 40 000        |
| kašubština            | Polsko | Polsko (Pomořské vojvodství) | 88 000        |
| slezština             | Polsko, Česko | není | 458 000       |
| hornolužická srbština | Německo (Sasko) | není | 13 000        |
| dolnolužická srbština | Německo (Braniborsko) | není | 5 000         |
| ruština               | Rusko, Gruzie, Lotyšsko, Estonsko, Izrael, Finsko, Turkmenistán, Uzbekistán, Mongolsko, Tádžikistán, Kazachstán, Bělorusko, Ukrajina, Arménie, Moldavsko | Rusko, Bělorusko, Kazachstán, Kyrgyzstán, Ukrajina (Krym), Gruzie (Abcházie a Jižní Osetie), Moldavsko (Podněstří a Gagauzsko), OSN | 148 000       |
| běloruština           | Bělorusko, Polsko | Bělorusko, Polsko (Podleské vojvodství)                                                                                             | 5 150 000     |
| ukrajinština          | Ukrajina, Rusko, Bělorusko, Polsko, Slovensko,Moldavsko, Rumunsko                                                                                        | Ukrajina, Moldavsko (Podněstří) | 33 000        |
| rusínština            | Slovensko, Ukrajina, Srbsko | Srbsko (Vojvodina) | 70 000        |
| srbochorvatština      | Chorvatsko, Srbsko, Bosna a Hercegovina, Černá Hora, Rakousko, Bosna a Hercegovina, Maďarsko, Itálie                                                     | není | 16 533 000    |
| černohorština         | Černá Hora | Černá Hora | 233 000       |
| bosenština            | Bosna a Hercegovina | Bosna a Hercegovina | 2 700 000     |
| chorvatština          | Chorvatsko, Rakousko, Bosna a Hercegovina, Maďarsko, Itálie                                                                                              | Chorvatsko, Bosna a Hercegovina, Rakousko (Burgenland), Itálie (Molise), EU                                                         | 5 100 000     |
| srbština              | Srbsko, Kosovo, Bosna a Hercegovina, Černá Hora, Albánie, Rumunsko, Rusko, Severní Makedonie, Turecko                                                    | Srbsko, Kosovo, Bosna a Hercegovina, Černá Hora                                                                                     | 8 500 000     |
| slovinština           | Slovinsko, Rakousko, Itálie, Chorvatsko, Maďarsko | Slovinsko, Rakousko (Korutany), Itálie (Gorizia a Terst), EU                                                                        | 2 500 000     |
| bulharština           | Bulharsko | Bulharsko, EU | 7 600 000     |
| makedonština          | Severní Makedonie, Albánie, Bulharsko, Řecko | Severní Makedonie | 1 800 000     |
| celkem:               | celkem: | celkem: | 266 894 000   |

## Hlavní rysy a rozdíly

### Písmo

#### Současnost
Slovanské jazyky v současnosti používají
- několik variant latinky:
  - západoslovanské jazyky a
  - západní jihoslovanské jazyky a
- několik variant cyrilice:
  - východoslovanské jazyky,
  - východní jihoslovanské jazyky a
  - srbština.

Volbu písma ovlivnil především historický vývoj. Latinka se používá v zemích, kde v minulosti převládal, případně převládá i v současnosti, vliv římskokatolické církve. Cyrilice se používá v zemích s převládajícím vlivem pravoslaví.
Srbština se oficiálně zapisuje cyrilicí i latinkou. Použití cyrilice však převládá.

#### Historická písma
Historické je především nejstarší slovanské písmo hlaholice, patrně autorství věrozvěstů Cyrila a Metoděje a užívané pro církevní účely dosud.
Středověké, zejména staročeské, glosy v židovských spisech v jazyku lešon Kenaan (kenánský jazyk), byly psané hebrejským písmem.
Bosenština se v dobách osmanské nadvlády psala arabicí (arebica), arabským písmem upraveným na slovanskou abecedu.

### Výslovnost

#### Délka hlásek, přízvuk a tón
Současné slovanské jazyky se značně liší prozodickými rysy, kam patří délka hlásek, přízvuk a tón. V pozdní praslovanštině se předpokládají následující vlastnosti:
- Všechny samohlásky slov mohly být jak krátké, tak i dlouhé, bez ohledu na přízvuk. Krátkost a délka měla fonematickou platnost, tj. rozlišovala význam slov.
- Slova měla obvykle jednu přízvučnou slabiku. Tento přízvuk byl volný a mohl se vyskytovat na kterékoliv slabice. Poloha přízvuku mohla rozlišovat význam.
- Přízvučné slabiky se vyslovovaly klesavým nebo stoupavým tónem. Tento tón rovněž mohl rozlišovat význam.
- Přízvuk byl pohyblivý. Jeho poloha se při skloňování nebo časování mohla měnit.

Tento systém se prakticky nezměnil v srbštině a chorvatštině. Kromě délky samohlásek se také rozlišuje délka slabikotvorné sonory /r/. Délka hlásek se v písmu neoznačuje. Podobný systém je též ve slovinštině, avšak s tím rozdílem, že v nepřízvučných slabikách se délka hlásek nerozlišuje. Tóny mají pouze některá slovinská nářečí.
Východoslovanské jazyky a bulharština nemají fonematickou délku ani tóny. Zachovávají volný a pohyblivý přízvuk s možností rozlišovat význam slov.
Západoslovanské jazyky nemají tóny. Přízvuk je pevný, bez možnosti rozlišení významu. V češtině a slovenštině je vždy na první slabice přízvučného celku (obvykle slova). Čeština a slovenština mají fonematickou délku, která se v písmu označuje diakritickým znaménkem (čárkou). Dlouhá může být samohláska v kterékoliv slabice bez ohledu na pozici přízvuku. Avšak ve slovenštině se uplatňuje tzv. rytmické pravidlo, podle kterého nemohou být dlouhé samohlásky ve dvou po sobě následujících slabikách. Druhá v pořadí se téměř vždy krátí (čes. pěkný, krásný × slov. pekný, krásny). Za dlouhé samohlásky se považují též dvojhlásky. Kromě toho mohou být dlouhé také slabikotvorné sonory /r, l/.
V polštině nejsou dlouhé samohlásky. Přízvuk je zpravidla na předposlední slabice, méně často na třetí slabice od konce slova.

#### Souhlásky
Všechny slovanské jazyky mají podobný výčet souhláskových fonémů. Rozdíly plynou z různého vývoje po praslovanském období. Na konci tohoto období měly všechny souhlásky tvrdou a měkkou (palatalizovanou) variantu. Nejvíce se tento systém uchoval v ruštině (viz tabulku) a běloruštině. V menší míře též v ukrajinštině a bulharštině. I když v dalších jazycích palatalizace zanikla, pozůstatky tohoto stavu se v nich nacházejí stále. Ovlivňuje též gramatiku většiny slovanských jazyků (existence měkkých a tvrdých vzorů skloňování) a v některých i pravopis.
|             | Bilabiály & Labiodentály | Bilabiály & Labiodentály | Dentály & Alveoláry | Dentály & Alveoláry | Postalveoláry & Palatály | Postalveoláry & Palatály | Veláry | Veláry |
| tvrdé       | měkké                    | tvrdé                    | měkké               | tvrdé               | měkké                    | tvrdé                    | měkké  |        |
| ----------- | ------------------------ | ------------------------ | ------------------- | ------------------- | ------------------------ | ------------------------ | ------ | ------ |
| Nazály      | m                        | mʲ                       | n                   | nʲ                  |                          |                          |        |        |
| Plozivy     | p b                      | pʲ bʲ                    | t d                 | tʲ dʲ               |                          |                          | k ɡ    | kʲ ɡʲ  |
| Afrikáty    |                          |                          | t͡s                  | (t͡sʲ)               |                          | t͡ɕ                       |        |        |
| Frikativy   | f v                      | fʲ vʲ                    | s z                 | sʲ zʲ               | ʂ ʐ                      | ɕː ʑː                    | x      | xʲ     |
| Vibranty    |                          |                          | r                   | rʲ                  |                          |                          |        |        |
| Aproximanty |                          |                          | ɫ                   | lʲ                  |                          | j                        |        |        |

V češtině a slovenštině se palatalizované alveoláry /dʲ, tʲ, nʲ/ změnily na palatální /ɟ, c, ɲ/ (psáno ď, ť, ň). Ve slovenštině pak také z palatalizovaného /lʲ/ vzniklo /ʎ/ (psáno ľ).
Z palatalizované alveolární vibranty /rʲ/ se vyvinula specifická česká souhláska /r̝/ (psáno ř), která se může podle svého okolí vyslovovat zněle i nezněle.
V polštině palatalizovaným /dʲ, tʲ, nʲ/ odpovídají /d͡ʑ, t͡ɕ, ɲ/ (psáno dź, ć, ń). Kromě toho se rozlišuje měkké l a tvrdé ł (vyslovované jako velarizované [ɫ] nebo [w]).
Proces palatalizace konce praslovanského období neovlivnil vývoj současné srbštiny, chorvatštiny a slovinštiny.
Z původní velární souhlásky /g/ se v češtině, slovenštině a ukrajinštině vyvinulo hrdelní /ɦ/ (psané h/г; příklad: noga → noha), jehož znělá výslovnost je ve světovém měřítku poměrně neobvyklá. V běloruštině se vyvinulo /ɣ/ (znělý protějšek /x/).
Ve všech slovanských jazycích, s výjimkou ukrajinštiny, znělé párové souhlásky ztrácejí znělost na konci slov, např. české slovo led, vyslovované jako [lɛt].

#### Samohlásky
Typický inventář samohlásek ve slovanských jazycích je následující:
|          | Přední | Střední | Zadní |
| -------- | ------ | ------- | ----- |
| Zavřené  | i      | (ɨ)     | u     |
| Středové | e/ɛ    |         | o/ɔ   |
| Otevřené |        | a       |       |

V jazycích s palatalizací souhlásek (ruština, běloruština, ukrajinština) mají přední a zadní varianty výslovnosti. Po palatalizovaných souhláskách se samohlásky vyslovují více vpředu než po souhláskách nepalatalizovaných. Nejvíce slyšitelný rozdíl je u fonému /i/ – přední [i] je vnímáno jako „měkké i“ a zadnější [ɨ] jako „tvrdé y“. V polštině sice palatalizace zanikla, rozdíl ve výslovnosti a psaní i/y se však zachovává. Čeština a slovenština zachovávají historické psaní i/y, rozdíl ve výslovnosti však zanikl. Jihoslovanské jazyky nerozlišují i/y ani v písmu a mají pouze „měkké i“ – srov. např. české ryby a bulharské риби (ribi).
V polštině se zachovaly praslovanské nosové samohlásky /ɛ̃, ɔ̃/ (psané ę, ą).
Slovinština rozlišuje polozavřené /e, o/ a polootevřené /ɛ, ɔ/ samohlásky.
V bulharštině existuje zvláštní samohláska /ə/, která nemá v ostatních slovanských jazycích obdobu.
V ruštině a běloruštině je výslovnost samohlásek výrazně ovlivněna přízvukem. Přízvučné samohlásky jsou vysloveny plně a zdůrazněny prodloužením, zatímco v nepřízvučných slabikách se jejich výslovnost redukuje. Typické je tzv. akání, kdy se nepřízvučné /o/ vyslovuje stejně jako /a/, např. rus. молоко (moloko) [məɫɐˈkoˑ] – mléko.

### Gramatika
Slovanské jazyky ve velké míře zachovávají rysy původní indoevropské gramatiky, i když značně obměněné během historického vývoje. Jejich gramatika vykazuje převažující flektivní charakter, i když například bulharština a makedonština zásadně zredukovaly skloňování a vykazují více rysů analytického jazyka než ostatní slovanské jazyky.

#### Skloňování
U podstatných a přídavných jmen, číslovek a zájmen mají všechny slovanské jazyky poměrně složitý systém ohýbání (skloňování), a to v kategoriích pádu, čísla a rodu.
Většina současných jazyků zachovává původní systém sedmi pádů: nominativ, genitiv, dativ, akuzativ, vokativ, lokál a instrumentál.
Vokativ (pád pro oslovení) se uplatňuje pouze u podstatných a přídavných jmen (pokud v jazyce existuje), nikoliv u číslovek a zájmen.
Vokativ zanikl v běloruštině, ruštině, slovenštině, slovinštině a dolnolužické srbštině. K oslovení se v těchto jazycích používá nominativ. Zachovaly se pouze relikty, jako např. slovenská fráze „pane bože“.
V bulharštině a makedonštině zanikly pádové koncovky. Z původních 7 pádů se zachovává pouze vokativ. Jinak jako univerzální pád slouží nominativ. Významy odpovídající pádům v jiných jazycích se vyjadřují pomocí předložek.
Ve všech slovanských jazycích se rozlišuje číslo jednotné (singulár) a množné (plurál). Ve slovinštině a lužické srbštině se zachovalo též dvojné číslo (duál). V některých jiných jazycích lze najít při skloňování zvláštní tvary, které jsou pozůstatkem původního duálu, například české „oběma očima“.
Ve všech jazycích se rozlišuje rod mužský, ženský a střední, který nemusí odpovídat přirozené podstatě pojmenovávané skutečnosti. Například české slovo stůl je mužského rodu, ačkoliv označuje věc, která není charakteristická biologickou pohlavností.
V rámci mužského rodu se při skloňování uplatňuje různou měrou také kategorie životnosti a neživotnosti. V češtině je to například tvar akuzativu singuláru („vidím starého muže“ × „vidím starý dům“) a nominativu plurálu („staří muži“ × „staré domy“). Ve slovenštině a některých dalších jazycích je podobný rozdíl i v akuzativu plurálu („vidím starých mužov“ × „vidím staré domy“).
| Číslo | Pád | Pád          | Pádová otázka     | Rod mužský životný | Rod mužský neživotný | Rod ženský     | Rod střední       |
| ----- | --- | ------------ | ----------------- | ------------------ | -------------------- | -------------- | ----------------- |
| Sg.   | 1.  | Nominativ    | kdo? co?          | starý muž          | starý dům            | stará žena     | staré zvíře       |
| Sg.   | 2.  | Genitiv      | koho? čeho?       | starého muže       | starého domu         | staré ženy     | starého zvířete   |
| Sg.   | 3.  | Dativ        | komu? čemu?       | starému muži       | starému domu         | staré ženě     | starému zvířeti   |
| Sg.   | 4.  | Akuzativ     | koho? co?         | starého muže       | starý dům            | starou ženu    | staré zvíře       |
| Sg.   | 5.  | Vokativ      | oslovení          | starý muži!        | starý dome!          | stará ženo!    | staré zvíře!      |
| Sg.   | 6.  | Lokál        | (o) kom? (o) čem? | starém muži        | starém domě          | staré ženě     | starém zvířeti    |
| Sg.   | 7.  | Instrumentál | kým? čím?         | starým mužem       | starým domem         | starou ženou   | starým zvířetem   |
| Pl.   | 1.  | Nominativ    | kdo? co?          | staří muži         | staré domy           | staré ženy     | stará zvířata     |
| Pl.   | 2.  | Genitiv      | koho? čeho?       | starých mužů       | starých domů         | starých žen    | starých zvířat    |
| Pl.   | 3.  | Dativ        | komu? čemu?       | starým mužům       | starým domům         | starým ženám   | starým zvířatům   |
| Pl.   | 4.  | Akuzativ     | koho? co?         | staré muže         | staré domy           | staré ženy     | stará zvířata     |
| Pl.   | 5.  | Vokativ      | oslovení          | staří muži!        | staré domy!          | staré ženy!    | stará zvířata!    |
| Pl.   | 6.  | Lokál        | (o) kom? (o) čem? | starých mužích     | starých domech       | starých ženách | starých zvířatech |
| Pl.   | 7.  | Instrumentál | kým? čím?         | starými muži       | starými domy         | starými ženami | starými zvířaty   |

Podstatná jména
Soubory koncovek, které se při skloňování připojují k podstatným jménům, se liší nejen mezi rody, ale i v rámci rodů existuje několik typů skloňování (vzorů). Počet vzorů je v jednotlivých jazycích různý, obecným rysem však je rozlišení vzorů tvrdých a měkkých podle zakončení slovního kmene, které vyplývá z praslovanské palatalizace (viz výše). V důsledku hláskových změn jsou největší rozdíly mezi měkkými a tvrdými vzory v češtině. Srov. např. čes. pána – muže, ženu – ulici, ženou – ulicí a slovenské pána – muža, ženu – ulicu, ženou – ulicou (první ve dvojici je vždy tvrdé skloňování, na druhém místě pak měkký vzor).
Přídavná jména
Podle významu lze přídavná jména ve slovanských jazycích dělit na jakostní (nový, mladý, velký), vztahová (dřevěný, kamenný, psí) a přivlastňovací (otcův, Petrův, matčin). Přivlastňovat lze pouze živým bytostem, především osobám.
Podle typu skloňování se vzory dělí na tvrdé a měkké (viz české mladý × jarní), což souvisí s praslovanskou palatalizací, a zvláštní typ skloňování mají přivlastňovací přídavná jména (otcův, matčin). V bulharštině a makedonštině, které ztratily pádové koncovky, toto rozdělení postrádá platnost.
U přídavných jmen lze rozlišit tvary dlouhé a krátké (jmenné), např. české mladý × mlád. Jmenné tvary se skloňují (nebo v minulosti skloňovaly) jako podstatná jména. Ve většině jazyků jsou na ústupu. V češtině se tvoří jen od některých přídavných jmen. Považují se za knižní a používají se jen v nominativu, výjimečně také v akuzativu. V polštině a slovenštině jsou jmenné tvary zcela výjimečné (např. slov. rád). Nejvíce se tyto tvary používají v jihoslovanské větvi. V srbštině a chorvatštině je dosud kompletní skloňování ve všech pádech, ačkoliv tyto tvary jsou též na ústupu. V bulharštině jmenné tvary převládají, např. млад (mlad), нов (nov). Dlouhý tvar mají v mužském rodě přídavná jména typu български (bălgarski) – bulharský – a přídavná jména s připojeným členem, např. младият (mladijat). Obdobná situace je i v makedonštině.
Člen
V bulharštině a makedonštině se u podstatných jmen používá (určitý) člen, který se připojuje ke jménu jako koncovka, např. bulh. жената (ženata) – (ta) žena. Je-li podstatné jméno rozvito, připojuje se člen k prvnímu slovu této skupiny: старата жена (starata žena) – (ta) stará žena.
V jiných jazycích člen neexistuje. Určitost/neurčitost se vyjadřuje jinými prostředky. Například v mluvené češtině se často používá ukazovací zájmeno ten podobným způsobem jako určitý člen v jazycích, které člen mají. Jeho použití však není závazné.

#### Časování sloves
Časování sloves vykazuje ve všech slovanských jazycích mnoho shodných flektivních rysů. Slovesa vyjadřují kategorie osoby, čísla, času a způsobu.
Charakteristickým znakem slovanských jazyků je existence vidových dvojic sloves dokonavých (perfektiva) a nedokonavých (imperfektiva). Jde o lexikální rozlišení významu podle vztahu k ukončenosti/neukončenosti děje, například česká slovesa napsat (dokonavé) a psát (nedokonavé).
Slovesné způsoby jsou: oznamovací (indikativ), podmiňovací (kondicionál) a rozkazovací (imperativ). Toto rozdělení je společné všem slovanským jazykům.
Ve většině slovanských jazyků se vyskytuje infinitiv, neurčitý tvar sloves, který nevyjadřuje výše uvedené kategorie (kromě vidu) a považuje se za základní tvar slovesa. Infinitiv však neexistuje v bulharštině a makedonštině. Místo něj se používají opisné vazby se spojkou да (da), např. bulh. искам да пиша (iskam da piša) – chci psát, искаш да пишеш (iskaš da pišeš) – chceš psát. Tato konstrukce se používá i v srbštině, ačkoliv v ní infinitiv existuje.
Osoba a číslo se vyjadřují pomocí osobních koncovek. Rozlišují se 3 osoby (1.–3.) a číslo jednotné a množné. Ve slovinštině a lužické srbštině též číslo dvojné.
Současné slovanské jazyky se liší počtem slovesných časů. Jihoslovanské jazyky (kromě slovinštiny) a lužická srbština zachovávají původní systém praslovanských časů, především při vyjadřování minulosti. Západoslovanské jazyky (kromě lužické srbštiny), východoslovanské jazyky a slovinština zredukovaly tento systém na čas minulý, přítomný a budoucí.
Minulé časy
Slovanské minulé časy jsou následující:
- jednoduché – aorist a imperfektum – tvořené zvláštními osobními koncovkami;
- složené – perfektum a pluskvamperfektum (předpřítomný a předminulý) – tvořené tvary slovesa být a příčestím minulým.

| Číslo             | jednotné              | jednotné              | jednotné              | množné                      | množné                      | množné                    |
| osoba             | 1.                    | 2.                    | 3.                    | 1.                          | 2.                          | 3.                        |
| ----------------- | --------------------- | --------------------- | --------------------- | --------------------------- | --------------------------- | ------------------------- |
| imperfektum       | пишех pišech          | пишеше pišeše         | пишеше pišeše         | пишехме pišechme            | пишехте pišechte            | пишеха pišecha            |
| aorist            | писах pisach          | писа pisa             | писа pisa             | писахме pisachme            | писахте pisachte            | писаха pisacha            |
| perfektum         | писал съм pisal săm   | писал си pisal si     | писал е pisal e       | писали сме pisali sme       | писали сте pisali ste       | писали са pisali sa       |
| pluskvamperfektum | бях писал bjach pisal | беше писал beše pisal | беше писал beše pisal | бяхме писали bjachme pisali | бяхте писали bjachte pisali | бяха писали bjacha pisali |

V jazycích, kde se zredukoval počet minulých časů, převzalo funkci univerzálního minulého času původní perfektum. V těchto jazycích se označuje jako préteritum.
Perfektum/préteritum se tvoří přítomnými tvary pomocného slovesa být a příčestím minulým, které je jmenným tvarem slovesa a má shodný rod a číslo jako podmět. V jihoslovanských jazycích je tvar pomocného slovesa ve všech osobách (viz příklad z bulharštiny). V západoslovanských jazycích je pomocné sloveso pouze v první a druhé osobě a ve třetí osobě odpadá (čes. psal jsem, psal jsi, psal; psali jsme, psali jste, psali). Ve východoslovanských jazycích pomocné sloveso odpadá úplně a zůstává pouze samotné příčestí. Osoba je pak vyjadřována podmětem, který zpravidla nemůže být v těchto jazycích vynecháván, např. ruské я писал (ja pisal), ты писал (ty pisal), он писал (on pisal) atd.
V polštině se préteritum syntetizovalo. Pomocné sloveso se připojuje ve zkráceném tvaru k příčestí jako koncovka: pisałem, pisałeś, pisał; pisaliśmy, pisaliście, pisali.
Budoucí časy
Při vyjadřování budoucnosti se liší východoslovanské a západoslovanské jazyky na jedné straně od jihoslovanských jazyků na straně druhé. V první skupině jazyků mají zvláštní tvary budoucího času (futura) pouze nedokonavá slovesa. Tyto tvary jsou většinou analytické a tvoří se zvláštním budoucím tvarem slovesa být a infinitivem, např. slov. budem písať, budeš písať, bude písať; budeme písať, budete písať, budú písať. Některá slovesa tvoří budoucí čas přidáním předpony po- k přítomnému tvaru, např. čes. pojedu, půjdu, ponesu, povedu.
V polštině se místo infinitivu také používá příčestí minulé: będę pisać = będę pisał/pisała – budu psát. Tímto způsobem se tvoří budoucí čas také ve slovinštině: bom pisal/pisala.
V ukrajinštině kromě analytických tvarů existují i tvary syntetické, tvořené zvláštními koncovkami: буду писати (budu pysaty) = писатиму (pysatymu), будеш писати (budeš pysaty) = писатимеш (pysatymeš).
U dokonavých sloves se budoucnost vyjadřuje přítomnými tvary. Tato slovesa nemají schopnost vyjádřit přítomnost. Srov. např. čes. budu psát – napíšu.
Jihoslovanské jazyky (s výjimkou slovinštiny) tvoří budoucí čas odlišně, avšak způsob tvoření u dokonavých i nedokonavých sloves je v nich stejný. Tvary jsou vždy analytické.
V bulharštině se budoucí čas tvoří neměnnou částicí ще (šte) a přítomným tvarem slovesa: ще пиша (šte piša), ще пишеш (šte píšeš), ще пише (šte piše); ще пишем (šte pišem), ще пишете (šte pišete), ще пишат (šte pišat). Obdobně také u dokonavého slovesa: ще напиша (šte napiša) – napíšu. V makedonštině je stejný způsob s použitím částice ќе (tě): ќе пишувам (tě pišuvam) – budu psát.
V chorvatštině se používají tvary pomocného slovesa hteti (chtít) s infinitivem: ću pisati, ćeš pisati, će pisati atd. Stejně i u dokonavých sloves: ću napisati, ćeš napisati, će napisati atd.
V srbštině se pomocné sloveso připojuje k infinitivu: писаћу/pisaću, писаћеш/pisaćeš, писаће/pisaće atd.
V jihoslovanských jazycích (kromě slovinštiny) existuje též předbudoucí čas (futurum II), který se tvoří budoucím časem slovesa být a příčestím minulým.
Příklady: bulh. ще съм/бъда писал/писала (šte săm/băda pisal/pisala), chorv. budem pisao/pisala.

#### Slovosled a syntaxe
Flektivnost a morfologické rozlišení slovních druhů umožňují značnou flexibilitu slovosledu, který je ve všech slovanských jazycích volný. Hlavním principem, kterým se slovosled řídí, je aktuální větné členění. Základním slovosledem SVO, tedy podmět – přísudek – předmět.
V nominálních skupinách obvykle stojí přídavné jméno před podstatným. Pouze v polštině se často používá i obrácené pořadí, např. język polski – polský jazyk, dzień dobry – dobrý den.

### Srovnávací tabulka
|                                    | Čeština                 | Slovenština             | Polština                    | Ruština                 | Ukrajinština            | Slovinština             | Chorvatština                                                                | Srbština                                                                    | Makedonština                                                                | Bulharština |
| ---------------------------------- | ----------------------- | ----------------------- | --------------------------- | ----------------------- | ----------------------- | ----------------------- | --------------------------------------------------------------------------- | --------------------------------------------------------------------------- | --------------------------------------------------------------------------- | --- |
| Písmo                              | latinka                 | latinka                 | latinka                     | cyrilice                | cyrilice                | latinka                 | latinka                                                                     | cyrilice/latinka                                                            | cyrilice                                                                    | cyrilice |
| Přízvuk                            | 1. slabika              | 1. slabika              | 2. nebo 3. slabika od konce | volný                   | volný                   | volný                   | volný                                                                       | volný                                                                       | volný                                                                       | volný |
| Fonologická délka hlásek           | ano                     | ano                     | ne                          | ne                      | ne                      | ano, jen přízv. slabiky | ano                                                                         | ano                                                                         | ne                                                                          | ne |
| Člen                               | ne                      | ne                      | ne                          | ne                      | ne                      | ne                      | ne                                                                          | ne                                                                          | ano                                                                         | ano |
| Dvojné číslo                       | ne                      | ne                      | ne                          | ne                      | ne                      | ano                     | ne                                                                          | ne                                                                          | ne                                                                          | ne |
| Pády                               | 7 pádů                  | chybí vokativ           | 7 pádů                      | chybí vokativ           | 7 pádů                  | chybí vokativ           | 7 pádů                                                                      | 7 pádů                                                                      | nominativ, vokativ                                                          | nominativ, vokativ |
| Slovesné časy                      | minulý přítomný budoucí | minulý přítomný budoucí | minulý přítomný budoucí     | minulý přítomný budoucí | minulý přítomný budoucí | minulý přítomný budoucí | aorist imperfektum perfektum pluskvamperfektum přítomný budoucí předbudoucí | aorist imperfektum perfektum pluskvamperfektum přítomný budoucí předbudoucí | aorist imperfektum perfektum pluskvamperfektum přítomný budoucí předbudoucí | aorist imperfektum perfektum pluskvamperfektum přítomný budoucí předbudoucí budoucí v minulosti předbudoucí v minulosti |
| Pomocné sloveso perfekta/préterita | ve 3. os. odpadá        | ve 3. os. odpadá        | ve 3. os. odpadá            | ne                      | ne                      | ano                     | ano                                                                         | ano                                                                         | ano                                                                         | ano |